# Zygia gigantifoliola
Zygia gigantifoliola là một loài thực vật có hoa trong họ Đậu. Loài này được (Schery) L.Rico miêu tả khoa học đầu tiên.